# Ana Gabrijela Šabić
Dr sc. Ana Gabrijela Šabić (Tavankut, 6. rujna 1950. – Zagreb, 12. kolovoza 2000.) je hrvatska znanstvenica, pedagog, spisateljica, publicistica i profesorica s područja vjerskoga, književnog i jezičnog odgoja i obrazovanja rodom iz Bačke.
Rodila se u selu Tavankutu, nedaleko od Subotice.
Studirala je hrvatski jezik i književnost i komparativnu svjetsku književnost u Zagrebu na Filozofskom fakultetu. Na istom je magistrirala i doktorirala. 
Pored tog studija, završila je i studij na Institutu za teološku kulturu laika Katoličkoga bogoslovnoga fakulteta u Zagrebu. 
Suosnovala je, suvodila, uređivala i bila suautorom većeg broja knjiga i inih izdanja interdisciplinarne Katehetske radne ekipe Symbolion, čijom je bila i članicom. Pored Symboliona, bila je i članicom interdisciplinarne ekipe Paks. Njeni radovi su bili s područja vjerskoga, književnoga i jezičnoga odgoja i obrazovanja. 
Pored knjiga, sličnu je ulogu imala sa znanstveno-stručnim projektima, seminarima, skupovima namijenjenih trajnoj izobrazbi vjeroučitelja, s naglaskom na jezični i književni odgoj i obrazovanje, kako u Hrvatskoj, tako i u inozemstvu. 
Predavala je na Katehetskom institutu Katoličkog bogoslovnoga fakulteta u Zagrebu. 
Na Pedagoškoj akademiji u Zagrebu je vodila vježbe iz metodike jezičnoga i književnoga odgoja i obrazovanja.
Na Filozofskom fakultetu u Zagrebu je predavala metodiku književnoga odgoja i obrazovanja.
Svoju je bogatu osobnu knjižnicu darovala Katoličkom institutu za kulturu, povijest i duhovnost "Ivan Antunović".
Danas se njena spomen-bista nalazi u župi sv. Roka u Subotici.

## Djela
- Pođimo zajedno: katekizam 5 (suautorica), 1990.
- Dozivi i odzivi lirske pjesme: metodički priručnik za razrednu nastavu (suautorica), 1990.
- Glavni metodički problemi u metodičkim instrumentarijima u čitankama, 1990.
- Komunikacija s Biblijom kao književnoumjetničkim djelom, 1991.
- Čitanke u Europi , 1992.
- Pozvani na gozbu: prva ispovijed i pričest (suautorica), 1992.
- Hrvatska početnica: udžbenik iz hrvatskog jezika i književnosti za 1. razred osnovne škole (suautorica), 1993. (više izdanja poslije)
- Snagom duha: uvođenje u vjeru i život kršćanske zajednice: priprava za sakramenat potvrde (krizmu) (suautorica), 1993.
- Književnokomunikacijski pristup u susretu s biblijskim tekstovima u religioznom odgoju i katehezi, 1994.
- Slovarica, 1994.
- Književni interesi: važan kriterij u izboru književnoumjetničkih i biblijskih tekstova u katehezi, 1996.

## Vanjske poveznice
- IKA Znanstveno-duhovni skup o profesorici Ani Gabrijeli Šabić